# Missellele
Missellele est une localité du Cameroun située dans le département du Fako et la Région du Sud-Ouest. Elle fait partie de la commune de Tiko.